# Tony Baker
Tony Ferrino Baker (* 11. Juni 1964 in High Point, North Carolina) ist ein ehemaliger amerikanischer American-Football-Spieler. Er spielte auf der Position des Runningbacks unter anderem bei der Frankfurt Galaxy und den Cleveland Browns.

## Karriere
Baker spielte College Football bei der East Carolina University in Greenville, North Carolina und wurde 1986 in der 10. Runde an 252. Stelle der NFL Draft 1986 durch das NFL Team der Atlanta Falcons verpflichtet. 1987 wechselte er für zwei Jahre zu den Cleveland Browns, bevor er 1989 bei den Phoenix Cardinals anheuerte. In allen Mannschaften erhielt er wenig Einsatzzeit. Bei den Cardinals wurde er verstärkt als Kickoff-Returner eingesetzt. Der Entschluss in der World League of American Football Spielpraxis zu sammeln, lag für Baker nahe.
1991 wechselte Baker nach Europa und spielte mit der Rückennummer 33 bei der Mannschaft der Frankfurt Galaxy in der damals neu gegründeten World League of American Football. Die Liga wurde von der NFL gegründet um Nachwuchstalente oder Spieler, die den Durchbruch in der NFL noch nicht geschafft hatten an den Profifootball heranzuführen. Baker wurde zum ersten Superstar der Frankfurter Mannschaft. In seiner ersten Saison erlief er 648 Yards und fing Bälle für einen Raumgewinn von 423 Yards. Insgesamt erzielte er sechs Touchdowns in dieser Saison. 1992 legte er drei Touchdowns nach, fand aber nach dieser Saison keinen neuen Club. Die World League of American Football hatte ihren Spielbetrieb vorläufig eingestellt. Nach sieben Profijahren beendete Baker seine Karriere.
Durch die Fans der Galaxy erhielt er verschiedene Nicknamen: „Tony Baker, The Touchdownmaker oder Touchdown Tony“.